# Blitum
Blitum es un género de plantas fanerógamas con 41 especies descritas, pertenecientes a la familia Amaranthaceae.

## Taxonomía
El género fue descrito por Carlos Linneo y publicado en Species Plantarum 1: 4, en 1753.

#### Etimología
Blitum: nombre antiguo proveniente del vocablo griego βλίτον (blíton); "bledo, insípido", utilizado por Plinio el Viejo para una especie de espinaca sin sabor, probablemente en alusión a la especie Blitum capitatum.

## Especies
Comprende 12 especies, 1 híbrido y 4 subespecies aceptados:
- Blitum antarcticum Hook.f., 1847
- Blitum asiaticum (Fisch. y C.A.Mey.) S.Fuentes, Uotila y Borsch, 2012
- Blitum atriplicinum F.Muell., 1855
- Blitum bonus-henricus (L.) Rchb., 1832
- Blitum californicum S.Watson, 1874
- Blitum capitatum L., 1753
  - Blitum capitatum subsp. capitatum
  - Blitum capitatum subsp. hastatum (Rydb.) Mosyakin, 2013
- Blitum korshinskyi Litv., 1910
- Blitum litwinowii (Paulsen) S.Fuentes, Uotila y Borsch, 2012
- Blitum nuttallianum Schult., 1822
- Blitum petiolare Link, 1821
- Blitum venetum Iamonico, Argenti, Sciuto y M.A.Wolf, 2022
- Blitum virgatum L., 1753
  - Blitum virgatum subsp. montanum (Uotila) S.Fuentes, Uotila y Borsch, 2012
  - Blitum virgatum subsp. virgatum

#### Híbridos
- Blitum × tkalcsicsii (H.Melzer) Mosyakin, 2013